# Owain Yeoman
Owain Sebastian Yeoman (Chepstow, 2 luglio 1978) è un attore gallese.

## Biografia
Ha studiato teatro presso la Royal Academy of Dramatic Art di Londra, ed ha conseguito una laurea in Letteratura inglese presso Brasenose College, all'Università di Oxford.
Ha interpretato l'agente Wayne Rigsby nella serie televisiva americana The Mentalist. Prima di questa ha lavorato in The Nine, Kitchen Confidential e la serie dell'HBO Generation Kill. Ha inoltre svolto il ruolo di Cromartie, un cyborg modello T-888, nell'episodio pilota di Terminator: The Sarah Connor Chronicles.
Yeoman lavora anche nel cinema, il suo ruolo più importante è stato quello di Lisandro nel film Troy, con Brad Pitt.
Owain è vegetariano e sostenitore dei diritti animali.

### Vita privata
Il 9 dicembre 2006 ha sposato l'attrice Lucy Davis nella Cattedrale di Saint Paul di Londra.
Hanno divorziato nell'ottobre del 2011.
Nel 2013 si è risposato con la disegnatrice di gioielli Gigi Yallouz, con cui ha avuto due figlie.

## Filmografia

### Attore

#### Cinema
- Troy, regia di Wolfgang Petersen (2004)
- Chromeskull: Laid to Rest 2, regia di Robert Hall (2011)
- American Sniper, regia di Clint Eastwood (2014)
- The Belko Experiment, regia di Greg McLean (2016)
- The Boy - La maledizione di Brahms (Brahms: The Boy II), regia di William Brent Bell (2020)
- SAS - L'ascesa del Cigno Nero (SAS: Red Notice), regia di Magnus Martens (2021)

#### Televisione
- L'ispettore Barnaby (Midsomer Murders) – serie TV, episodio 8x02 (2005)
- Kitchen Confidential – serie TV, 13 episodi (2005-2006)
- The Nine – serie TV, 13 episodi (2006-2007)
- Traveling in Packs, regia di James Burrows – film TV (2007)
- Terminator: The Sarah Connor Chronicles – serie TV, 1 episodio (2008)
- Generation Kill – serie TV, 7 episodi (2008)
- The Mentalist – serie TV, 127 episodi (2008-2015)
- Extant – serie TV, episodio 1x10 (2014)
- Supergirl – serie TV, 1 episodio (2015)
- Turn: Washington's Spies – serie TV, 30 episodi (2015-2017)
- The Blacklist – serie TV, episodio 5x02 (2017)
- Emergence – serie TV (2019-in corso)
- True Lies – serie TV, episodio 1x03 (2023)
- CSI: Vegas – serie TV, episodio 3x05-3x09-3x10 (2024)

### Doppiatore
- The Cleveland Show - serie TV, episodio 3x02 (2011)

## Doppiatori italiani
Nelle versioni in italiano delle opere in cui ha recitato, è stato doppiato da:
- Gianfranco Miranda in Emergence, The Boy - La maledizione di Brahms
- Enrico Di Troia in Troy
- Marco Baroni in Kitchen Confidential
- Paolo Vivio in The Nine
- Marco Vivio in True Lies
- Antonio Angrisano in Generation Kill
- Vittorio De Angelis in The Mentalist
- Massimo Bitossi in Terminator: The Sarah Connor Chronicles
- Alberto Bognanni in American Sniper
- Alessio Cigliano in Extant
- Giorgio Borghetti in Elementary
- Roberto Gammino in The Belko Experiment
- Francesco Pezzulli in SAS - L'ascesa del Cigno Nero
- Fabrizio Manfredi in Bosch: L'eredità
- Gabriele Tacchi in Tracker